# Marat ayant une conversation animée avec Danton et Robespierre
Marat ayant une conversation animée avec Danton et Robespierre ou plus simplement Robespierre, Danton et Marat, est un tableau réalisé par le peintre français Alfred Loudet en 1882. 
Cette huile sur toile, exposée au musée de la Révolution française, évoque une rencontre supposée entre Jean-Paul Marat ayant une conversation animée avec Georges-Jacques Danton et Maximilien Robespierre.

## Historique

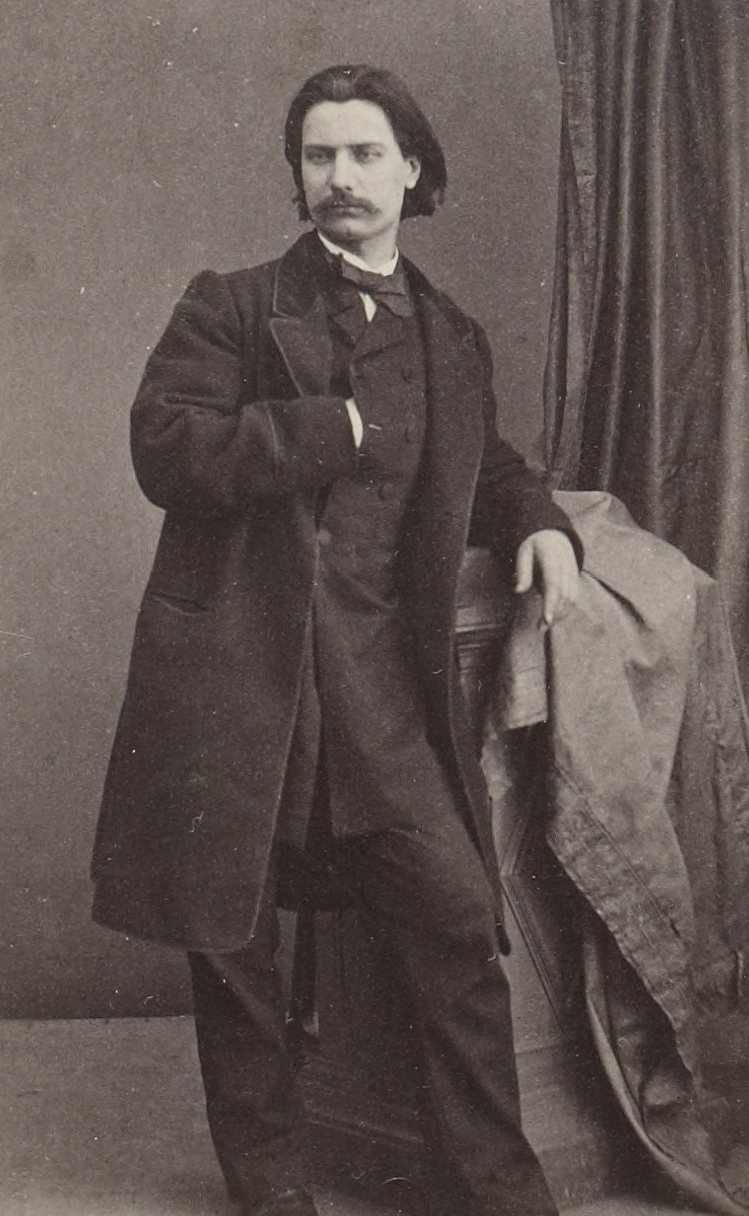
Alfred Loudet

Le créateur de ce tableau est Alfred Loudet, un peintre français, né en 1836 à Montélimar. Dans ce tableau, il a voulu représenté la rencontre les trois symboles de la Révolution française que sont Robespierre, Danton, Marat. Ces trois personnages ne se sont probablement jamais rencontrés ensemble excepté dans les oeuvres de François Ponsard (Charlotte Corday, publié en 1850) et Victor Hugo (Quatrevingt-treize, publié en 1874).

## Caractéristiques
Ce tableau, de grande dimension, se présente sur une hauteur de 302 cm et une largeur de 400 cm. Il s'agit d'une peinture d'intérieur représentant trois personnages historiques liés à la Révolution française. De gauche à droite, le peintre a, tout d'abord, représenté Maximilien de Robespierre, assis et tournant sa tête vers la gauche puis Georges-Jacques Danton debout, regardant, lui aussi sur sa gauche. Les deux hommes, portant perruques et habillés de façon élégante, regardent en fait, Jean-Paul Marat, débraillé avec ses cheveux hérissés et ses bras levés, près d'une fenêtre, semblant s'exprimer vers eux avec exaltation, ses bras levés soulignant cette impression, reprenant ainsi la description de Victor Hugo dans son livre consacré à la Révolution française, quatorze avant l'exécution de cette peinture.
Cette œuvre est actuellement exposée dans la salle consacrée au XIXe siècle du musée de la Révolution française, située dans le château de Vizille, non loin de Grenoble.

## Postérité
Une gravure d'Alfred Loudet, parfaite copie de son tableau est reproduite dans le  quotidien alsacien de langue allemande Die Neue Welt (« Le Monde nouveau ») en 1907.
La Rencontre Marat, Danton, Robespierre est une pièce de théâtre créée par Jean-Vincent Brisa (2014)  (ISBN 978-2-343-05618-0), inspirée du tableau d'Alfred Loudet. La pièce  développe le cours de cette rencontre imaginaire. Selon l'éditeur (L'Harmatan) 
« Marat, atteint d'une sorte de lèpre qui le faisait affreusement souffrir, était obligé de prendre des bains de soufre et de s'entourer la tête avec un tissu imbibé de vinaigre pour calmer ses migraines. C'est de sa souffrance et de son délire que naîtra l'imaginaire. Il faut sauver la République de toutes les trahisons : celles de nos généraux qui passent à l'ennemi, et surtout celles de l'intérieur de la République, les trahisons invisibles, qu'on ne peut arrêter que par des exécutions en masse. J'en appelle à la Terreur comme justice et la Justice est vertu disait Robespierre. »
Marat y est interprété par André Le Hir, Danton par Jean-Vincent Brisa et Robespierre par Jean-Marc Galera.